# Panulirus cygnus
Espèce
Statut de conservation UICN

 LC  : Préoccupation mineure
La langouste australienne (Panulirus cygnus) est une espèce de langouste vivant sur les côtes ouest de l'Australie et le produit de la pêche le plus important de toute l'Australie représentant 20 % de la valeur de la pêche industrielle australienne avec une valeur de 248 millions de dollars australiens en 2003-2004.
La production annuelle varie de 8 000 à 15 000 tonnes suivant les années